# Chondrina avenacea
Chondrina avenacea е вид охлюв от семейство Chondrinidae. Видът не е застрашен от изчезване.

## Разпространение
Разпространен е в Австрия, Белгия, Германия, Испания, Италия (Сардиния и Сицилия), Лихтенщайн, Словения, Франция, Хърватия, Чехия и Швейцария.

## Описание
Популацията на вида е стабилна.